# Sonja Blaž
Sonja Blaž, slovenska igralka, * 8. marec 1946, Maribor.
Na AGRFT v Ljubljani je zaključila študij leta 1968, vendar je diplomirala šele leta 1989.
Takoj po študiju se je zaposlila v Drami SNG Maribor, kjer je bila zaposlena vse do upokojitve v letu 2009. Nastopila je tudi v celovečernih filmih Polikarp (1969), Rdeče klasje (1970),  Poslednja postaja (1971) in  Moj ata, socialistični kulak (1987). Pri Polikarpu je sodelovala tudi kot ena od scenaristov.

## Nagrade
- 1981 Borštnikova nagrada[1]